# RJ Nembhard
Ruben "RJ" Nembhard Jr. (Texas, 22 de março de 1999) é um jogador norte-americano de basquete profissional que atualmente joga no Cleveland Cavaliers da National Basketball Association (NBA) e no Cleveland Charge da G-League.
Ele jogou basquete universitário em TCU durante 4 temporadas e não foi selecionado no Draft da NBA de 2021.

## Início da vida e carreira no ensino médio
Nembhard cresceu jogando futebol americano e começou a jogar basquete aos 10 anos. Ele frequentou a Keller High School em Keller, Texas. Em seu terceiro ano, ele teve média de 21 pontos e ganhou o Prêmio de MVP do Distrito 5-6A. Em sua última temporada, ele teve médias de 25,7 pontos, 6,5 rebotes e 3,2 assistências e ganhou o Prêmio de MVP do Distrito 3-6A.
Sendo um recruta de quatro estrelas, ele se comprometeu a jogar basquete universitário em TCU e rejeitou as ofertas de Texas, Oklahoma, Kansas State e Baylor.

## Carreira universitária
Como calouro, Nembhard foi reserva e teve médias de 4,4 pontos e 2,1 rebotes. Em 4 de janeiro de 2020, ele marcou 31 pontos em uma vitória por 81-79 na prorrogação sobre Iowa State. Em seu segundo ano, ele teve médias de 12,1 pontos, 3,8 rebotes e 3,5 assistências. Em sua terceira temporada, ele teve médias de 15,7 pontos, 4,3 rebotes e 4,0 assistências e foi selecionado para a Terceira-Equipe da Big 12.
Em 29 de março de 2021, Nembhard se declarou para o draft da NBA de 2021.

## Carreira profissional
Depois de não ser selecionado no Draft da NBA de 2021, Nembhard se juntou ao Miami Heat para a Summer League. Em 27 de setembro de 2021, ele assinou um contrato de 10 dias com o Cleveland Cavaliers. Em 16 de outubro, seu acordo foi convertido em um contrato de mão dupla com o Cleveland Charge da G-League.

## Estatísticas da carreira
| Ano      | Equipe   | PJ | PT | MPJ  | AP   | 3P   | LL   | RT  | AS  | BR  | TO | PPJ  |
| -------- | -------- | -- | -- | ---- | ---- | ---- | ---- | --- | --- | --- | -- | ---- |
| 2017–18  | TCU      | 6  | 0  | 5.5  | .286 | .000 | .250 | 1.0 | .8  | .0  | .2 | 1.5  |
| 2018–19  | TCU      | 36 | 8  | 17.2 | .351 | .299 | .615 | 2.1 | .9  | .5  | .4 | 4.4  |
| 2019–20  | TCU      | 29 | 28 | 32.1 | .366 | .313 | .740 | 3.8 | 3.5 | 1.0 | .2 | 12.1 |
| 2020–21  | TCU      | 24 | 24 | 34.9 | .400 | .339 | .778 | 4.3 | 4.0 | 1.1 | .2 | 15.7 |
| Carreira | Carreira | 95 | 60 | 22.4 | .350 | .237 | .595 | 2.8 | 2.3 | .6  | .2 | 8.4  |

## Vida pessoal
O pai de Nembhard, Ruben, jogou uma temporada na NBA e 15 temporadas no exterior e hoje em dia trabalha como treinador e desenvolvimento de habilidades. Seu avô, Joe Beauchamp, jogou 10 temporadas com o San Diego Chargers da NFL e sua irmã, Jayden, joga vôlei pelo Long Beach State.